# Viperasnok
Viperasnok (Natrix maura) är en ormart som beskrevs av Carl von Linné 1758. Viperasnoken ingår i släktet Natrix och familjen snokar. Inga underarter finns listade. Arten kallas även huggormssnok på svenska.

## Beskrivning
En tämligen liten, men kraftigt byggd snok med en kroppslängd mellan 60 och 120 cm. Ovansidans grundfärg varierar mellan gulaktig, brunaktig, olivgrön, grå eller rödorange. Längs med ryggen löper två rader av kvadratiska, mörka fläckar som ofta flyter samman till ett huggormsliknande sicksackband. Sidorna har en rad med mörka fläckar, ofta med ett ljust "öga" i mitten. Undersidan är ljusgrå, gulaktig eller rödaktig med kvadratiska, mörkbruna markeringar. Huvudet är brett, speciellt i nacken. Till skillad från huggormen är pupillerna runda. Näsborrarna sitter högt upp på nosen, en anpassning till dess i hög grad akvatiska levnadssätt.

## Ekologi
Viperasnoken är bunden till vatten och påträffas nära eller i vattensamlingar som dammar och bäckar, gärna i ängsmark eller gles skog. Detta hindar inte den från att vistas i bergsområden, där den kan nå upp till 2 600 m (i Pyreneernas bergsbäckar förekommer den upp till 1 600 m). Den har även påträffats i brackvatten. Arten är en skicklig simmare, och dyker även mycket bra. Födan består av fiskar och groddjur (inklusive yngel).
Arten har ett försvarsbeteende om den blir hotad som i hög grad, tillsammans med det huggormsliknande utseendet har givit upphov till dess svenska namn (vipera = huggorm): Den väser, plattar till kroppen och gör våldsamma utfall med huvudet, dock med stängd mun. Arten är dock inte giftig. Liksom de övriga arterna i släktet kan den dessutom avge ett mycket illaluktande sekret från analkörtlarna.
Viperasnoken sover vintersömn i 3 till 4 månader, och kommer fram under tidig vår.

### Fortplantning
Arten är äggläggande. Parningen äger rum just efter vintersömnen. Honan lägger mellan 2 och 20 ägg på fuktiga ställen eller murket trä; de 15 till 20 cm långa ungarna kläcks efter 40 till 45 dagar. Ungarna lever främst på småfisk.

## Status
Viperasnoken är mycket vanlig i större delen av sitt utbredningsområde, och även om den minskar, främst till följd av vattenföroreningar som hotar deras föda, har IUCN klassificerat den som globalt livskraftig ("LC"). Den är dock hotad i delar av utbredningsområdet; i Schweiz, där regleringar av vattendragen i hög grad har påverkat arten negativt, är den rödlistad som akut hotad ("CR"). Även i Nordafrika är den lokalt hotad.

## Utbredning
Arten förekommer i Europa från Iberiska halvön genom södra och mellersta Frankrike, sydvästligaste hörnet av Schweiz till nordvästra Italien, på flera medelhavsöar som Sardinien, Corsica (tveksamt), Iles d'Hyéres (fransk) och La Galite (tunisisk) samt i Nordafrika från Marocko, norra Algeriet, Tunisien (med undantag av den sydligaste delen) till nordvästra Libyen. Den har dessutom införts till Menorca och Mallorca.